# Saison 3 de Code Lyoko
Chronologie
Saison 2 Saison 4
Cet article présente le guide des épisodes de la troisième saison de la série télévisée d'animation française Code Lyoko.

## Synopsis de la saison
XANA s'est échappé du supercalculateur en volant les clefs de Lyoko dans la mémoire d'Aelita et est allé se cacher dans le réseau web mondial. Il a maintenant un nouvel objectif, celui de détruire son ancien refuge afin d'empêcher les héros de continuer la lutte contre le programme maléfique. Pour cela, il imagine plusieurs procédés : soit en sabotant directement le Supercalculateur, soit en détruisant Lyoko. Le monde virtuel tient son existence de ce qu'on appelle le Cœur de Lyoko. C'est en l'anéantissant que XANA pourra arriver à ses fins. Le Cœur est situé quelque part sur le 5e Territoire, c'est pourquoi XANA tient à en priver l'accès à ses ennemis en annihilant les Territoires de Surface. Jérémie, ayant décidé de le traquer sur le Réseau, doit également trouver un moyen de virtualiser ses amis directement sur le 5e Territoire sans quoi la lutte sera révolue. Ils éprouveront également des difficultés pour gérer à la fois leur vie de collégiens et celle de Lyoko-Guerriers, par conséquent ils estimeront nécessaire de recruter un nouveau combattant. Leur choix s'oriente alors vers William Dunbar. Mais peut-on réellement lui faire confiance ?

## Épisodes

### Épisode 53:Droit au cœur
- France : 9 septembre 2006
- États-Unis : 4 octobre 2006

### Épisode 54:Lyoko moins un
- France : 16 septembre 2006
- États-Unis : 5 octobre 2006

### Épisode 55:Raz de marée
- France : 23 septembre 2006
- États-Unis : 6 octobre 2006

### Épisode 56:Fausse piste
- France : 30 septembre 2006
- États-Unis : 10 octobre 2006

### Épisode 57:Aelita
- France : 7 octobre 2006
- États-Unis : 11 octobre 2006

### Épisode 58:Le Prétendant
- France : 14 octobre 2006
- États-Unis : 12 octobre 2006

### Épisode 59:Le Secret
- France : 21 octobre 2006
- États-Unis : 13 octobre 2006

### Épisode 60:Tarentule au plafond
- France : 1er novembre 2006
- États-Unis : 16 octobre 2006

### Épisode 61:Sabotage
- France : 2 novembre 2006
- États-Unis : 16 octobre 2006

### Épisode 62:Désincarnation
- France : 3 novembre 2006
- États-Unis : 18 octobre 2006

### Épisode 63:Triple Sot
- France : 6 novembre 2006
- États-Unis : 19 octobre 2006

### Épisode 64:Surmenage
- France : 7 novembre 2006
- États-Unis : 20 octobre 2006

### Épisode 65:Dernier round
- France : 8 novembre 2006
- États-Unis : 23 octobre 2006